# Ujëmisht
Ujmisht è una frazione del comune di Kukës in Albania (prefettura di Kukës).
Fino alla riforma amministrativa del 2015 era comune autonomo, dopo la riforma è stato accorpato, insieme agli ex-comuni di Arrën, Bicaj, Bushtricë, Grykë-Çajë, Kalis, Kolsh, Malzi, Shtiqën, Shishtavec, Surroj, Tërthore, Topojan e Zapod a costituire la municipalità di Kukës.

## Località
Il comune era formato dall'insieme delle seguenti località:
- Lusen
- Zalle
- Malcene
- Resk
- Ujmisht
- Skavice
- Tejdri